# Игуманија Јустина (Таушан)
Јустина Таушан (Гацко, 2. април 1958) православна је монахиња и игуманија Манастира Ждребаоника.

## Биографија
Игуманија Јустина (Таушан), рођена је 2. априла 1958. године у Гацку, (Република Српска). Основно образовање стекла је у Гацку.
Завршила је Теолошки факултет 1981. године. Ступа у Манастир Месић код Вршца, 1982. године као искушеница код игуманије мати Теодоре (Милошевић).
Замонашена је 3. јуна 1986. године у Месићу, од стране тадашњег епископа банатскога господина др Амфилохија Радовића, добивши име Јустина.
Благословом митрополита црногорско-приморскога господина Амфилохија, постављена је за игуманију Манастира Ждребаоника код Даниловграда, 20. јула 1991. године.